# Liste der Gerichte in Latium
Die Liste der Gerichte in Latium dient der Aufnahme der staatlichen italienischen Gerichte der ordentlichen und besonderen Gerichtsbarkeit in der Region Latium. Bis auf Weiteres sind nur Gerichtsorte angegeben.

## Ordentliche Gerichtsbarkeit
| Der Kassationsgerichtshof in Rom (Latium) ist die oberste Rechtsmittelinstanz in Italien. |
| ----------------------------------------------------------------------------------------- |

| Oberlandesgericht | Nachgeordnete (Land-)Gerichte  | Friedensgerichte                                           |
| ----------------- | ------------------------------ | ---------------------------------------------------------- |
| Rom               | Cassino                        | Cassino, Gaeta, Minturno, Sora                             |
| Rom               | Civitavecchia                  | Civitavecchia                                              |
| Rom               | Frosinone                      | Alatri, Frosinone                                          |
| Rom               | Latina                         | Fondi, Latina, Terracina                                   |
| Rom               | Rieti                          | Poggio Mirteto, Rieti                                      |
| Rom               | Rom                            | Ostia, Rom                                                 |
| Rom               | Tivoli                         | Tivoli                                                     |
| Rom               | Velletri                       | Velletri                                                   |
| Rom               | Viterbo                        | Viterbo                                                    |
| Rom               | Jugendgericht Rom              |                                                            |
| Rom               | Strafvollstreckungsgericht Rom | (Strafvollstreckungsstellen in Frosinone, Rom und Viterbo) |

Beim Oberlandesgericht (Corte d’appello) wird ein Schwurgericht zweiter Instanz eingerichtet, bei den Landesgerichten Schwurgerichte.
Beim Kassationsgerichtshof besteht eine Generalstaatsanwaltschaft, eine nationale Antimafia-Generalstaatsanwaltschaft sowie eine Militär-Generalstaatsanwaltschaft. Beim Oberlandesgericht gibt es ebenfalls eine Generalstaatsanwaltschaft und eine Antimafia-Staatsanwaltschaft, bei den Landesgerichten und Jugendgerichten Staatsanwaltschaften.
Beim Oberlandesgericht Rom und beim Landesgericht Rom bestehen Kammern für Unternehmens-, Urheberrechts- oder Handelssachen.

## Besondere Gerichte
- Für die Verfassungsgerichtsbarkeit ist das Verfassungsgericht in Rom zuständig.
- Der italienische Rechnungshof in Rom hat den Status eines Gerichts. Er unterhält Außenstellen bei allen italienischen Regionen, in Latium in Rom.
- An der Spitze der Verwaltungsgerichtsbarkeit steht der Staatsrat in Rom. Ihm nachgeordnet sind Regionale Verwaltungsgerichtshöfe (TAR), in Latium in Rom und Latina.
- Die Finanzgerichtsbarkeit ist auf der Ebene der Regionen und Provinzen organisiert. Letzte Rechtsmittelinstanz ist unter Umständen der Kassationsgerichtshof. In Rom gibt es eine Regionale Steuerkommission (Finanzgericht) für Latium mit einer Außenstelle in Latina und fünf nachgeordneten Provinz-Steuerkommissionen in Frosinone, Latina, Rieti, Rom und Viterbo.
- In Rom besteht ein militärischer Appellationsgerichtshof. Nachgeordnet sind ihm drei Militärgerichte in Verona, Rom und Neapel. Das Militärgericht Rom ist für Latium und Mittelitalien einschließlich der Region Abruzzen und für Sardinien zuständig. Letzte Rechtsmittelinstanz ist auch in diesem Bereich unter Umständen der Kassationsgerichtshof.
- In Rom besteht ein Höheres Gericht für öffentliche Gewässer (Tribunale Superiore delle Acque Pubbliche). Nachgeordnet sind ihm acht Regionale Gerichte für öffentliche Gewässer, darunter das in Rom. Letzteres ist zuständig für die mittelitalienischen Regionen Latium, Abruzzen, Umbrien und Marken, beziehungsweise für die diese Regionen umfassenden Oberlandesgerichtssprengel. Letzte Rechtsmittelinstanz ist unter Umständen der Kassationsgerichtshof. Die Gerichtsbarkeit für öffentliche Gewässer soll, wie im Fall der Arbeitsgerichtsbarkeit, ganz in die ordentliche Gerichtsbarkeit eingegliedert werden.